# Deiregyne pterygodium
Deiregyne pterygodium är en orkidéart som beskrevs av Dariusz Lucjan Szlachetko. Deiregyne pterygodium ingår i släktet Deiregyne, och familjen orkidéer. Inga underarter finns listade i Catalogue of Life.